# Nyctemera sexmaculata
Nyctemera sexmaculata là một loài bướm đêm thuộc phân họ Arctiinae, họ Erebidae.